# Ihamaanjärvi
Ihamaanjärvi är en sjö i Finland. Den ligger i kommunen Fredrikshamn i landskapet Kymmenedalen, i den södra delen av landet, 140 km öster om huvudstaden Helsingfors. Ihamaanjärvi ligger 52 meter över havet. I omgivningarna runt Ihamaanjärvi växer i huvudsak barrskog. Arean är 45,2 hektar och strandlinjen är 5,19 kilometer lång. Sjön  ingår i Vehkajokis huvudavrinningsområde. 